# Frances Clayton

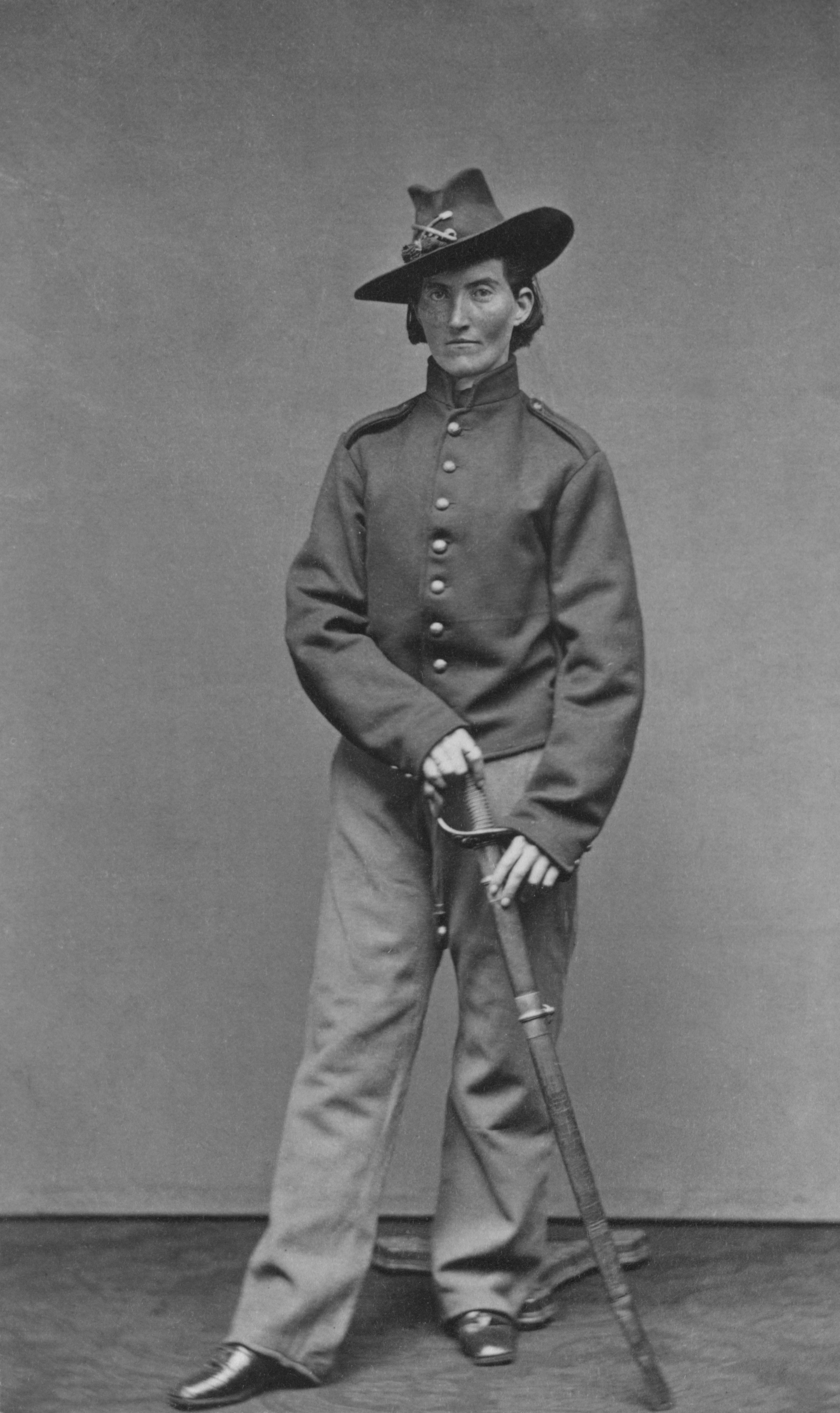
Frances Clayton de uniforme. De la colección de la Sociedad Histórica de Minnesota

Frances Louisa Clayton (c. 1830 – después de 1863), también inscrita como Frances Clalin, fue una mujer estadounidense que, disfrazada de hombre, luchó en el Ejército de la Unión durante la Guerra de Secesión. Bajo el nombre de Jack Williams, se alistó en un regimiento de Misuri junto con su marido, y luchó en varias batallas. Dejó el ejército poco después de que su marido muriera en Stones River.
Los informes periodísticos indican que Clayton sirvió en unidades de caballería y de artillería. Su historia fue muy conocida y circuló ampliamente después de su servicio, aunque cada artículo contiene información contradictoria sobre su vida y servicio. Varias fotografías de Clayton, incluyendo imágenes en uniforme, se han conservado. Aun así, poco más se sabe de su vida.

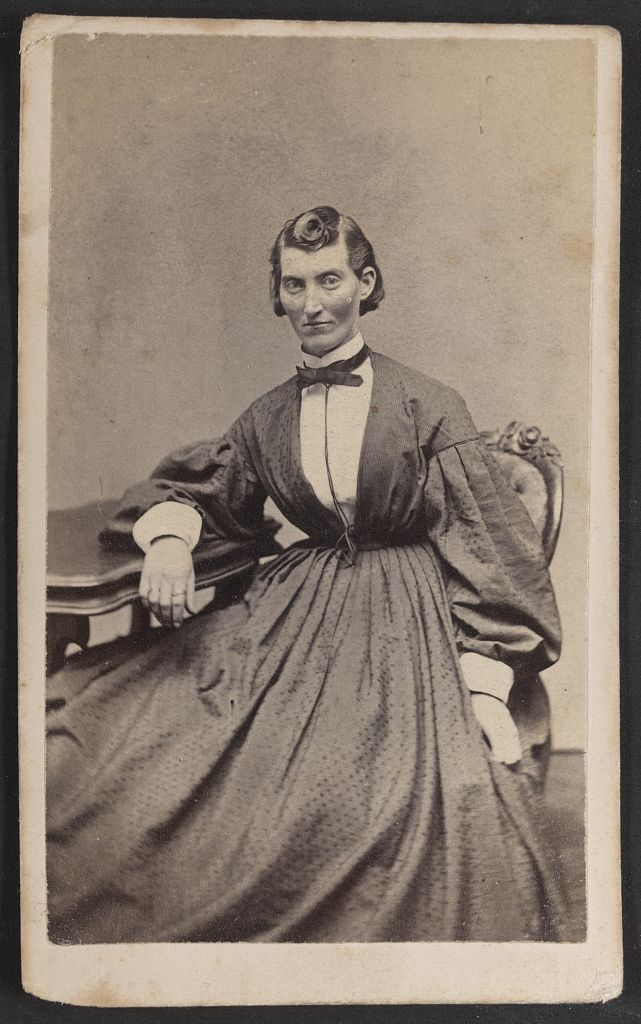
Frances Clayton con ropa femenina, fotografiada por Samuel Masury hacia 1865. De la Biblioteca del Congreso.

## Biografía
Clayton y su marido eran de Minnesota. El nombre de su marido no está claro; algún periódico da el de Frank Clayton, aparentemente una confusión con el propio nombre de Frances, mientras otras fuentes le nombran como John o Elmer. Al estallar la Guerra de Secesión en 1861, los Clayton decidieron alistarse juntos en el Ejército de la Unión, con Frances disfrazada de hombre bajo el nombre de Jack Williams.
Se alistaron en una unidad de Misuri en Saint Paul, Minnesota, a pesar de ser de Minnesota. Clayton aseguró haber luchado en dieciocho batallas. Las fuentes de después de la guerra informan que sirvió en unidades de caballería y de artillería, e indican que fue herida en batalla; de acuerdo con sus declaraciones posteriores esto ocurrió en la Batalla de Fort Donelson. Las mismas cuentas la describen como "muy alta, masculina, bronceada por el sol". Además fue capaz de pasar convincentemente por hombre debido a "su andar masculino" y "porte erguido y marcial", así como por la adopción de vicios entonces varoniles como beber, fumar, mascar tabaco, jurar, y apostar en el juego de cartas. En el servicio, se mostró "un caballero consumado" y un "espadachín de capital". Se informó que luchó en la Batalla de Shiloh en abril de 1862. En diciembre de 1862,  luchó en la Batalla de Stones River, donde su marido cayó muerto. Los artículos periodísticos informaron que ella no se detuvo, y pasó sobre su cuerpo para continuar con la carga.
La historia de Clayton solo salió a la luz después de su servicio, y fue publicada en numerosos periódicos, aunque todas estas cuentas contienen información contradictoria. Según estas historias, Clayton fue dada de alta en Louisville en 1863, poco después de la muerte de su marido. Los reporteros aseguraron que nunca fue descubierta. Las fuentes dicen, aun así, que su alta se expidió después de un examen médico tras resultar herida de bala en la cadera. Intentó regresar a Minnesota antes de volver ante las autoridades militares para cobrar los salarios atrasados de ella y su marido, pero su tren fue emboscado por las guerrillas confederadas que le quitaron su dinero y papeles. A partir de ahí, viajó de Misuri a Minnesota, a Grand Rapids, Míchigan, y finalmente a Quincy, Illinois, donde se organizó una colecta para ayudarla en su viaje. El último informe conocido describe su partida a Washington, D.C.
Varias fotografías de Frances Clayton se han conservado. Dos fueron tomadas en Boston y se encuentran en posesión de la Biblioteca Pública de Boston. Una muestra a Clayton con ropa femenina, mientras en la otra posa con su uniforme. A diferencia de otras mujeres de la Guerra Civil, Clayton fue descrita por los periódicos como alta, delgada y masculina, informando que pasaba el tiempo con los demás soldados bebiendo, fumando, o masticando tabaco, y jugando a las cartas.

## Legado
Clayton y su historia sirvieron de inspiración a Beth Gilleland, quién produjo en 1996 la obra teatral Civil Ceremony.